# Нетешинское водохранилище
Нетешинское водохранилище (Пруд-охладитель Хмельницкой АЭС) — водохранилище в Хмельницкой области Украины. Создано в 1976—1986 годах на реке Гнилой Рог (приток Вилии). Главное назначение — резервуар воды для охлаждения конденсаторов турбины атомных реакторов Хмельницкой АЭС. Вода также используется для пожарного, технического водопровода и циркуляционного водоснабжения. Водохранилище пользуется популярностью среди рыболовов.
При создании водохранилища было затоплено село Дорогоща. Построено по проекту киевского отделения «Атомэнергопроекта».

## Географическое положение

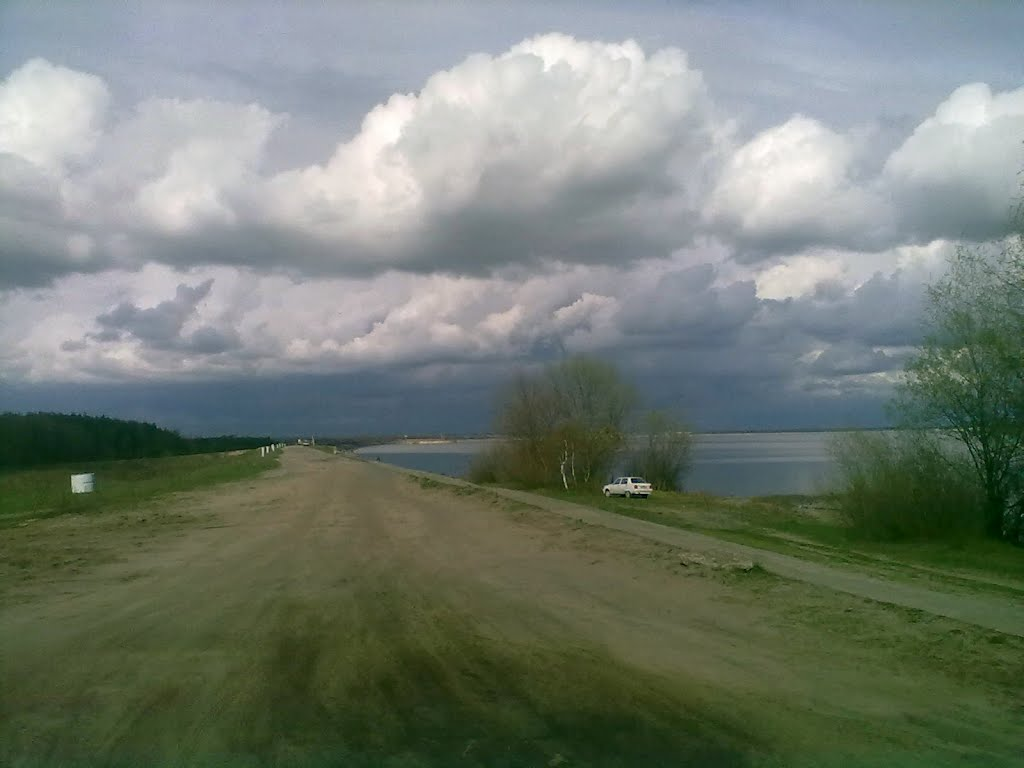
Водохранилище со стороны Острога

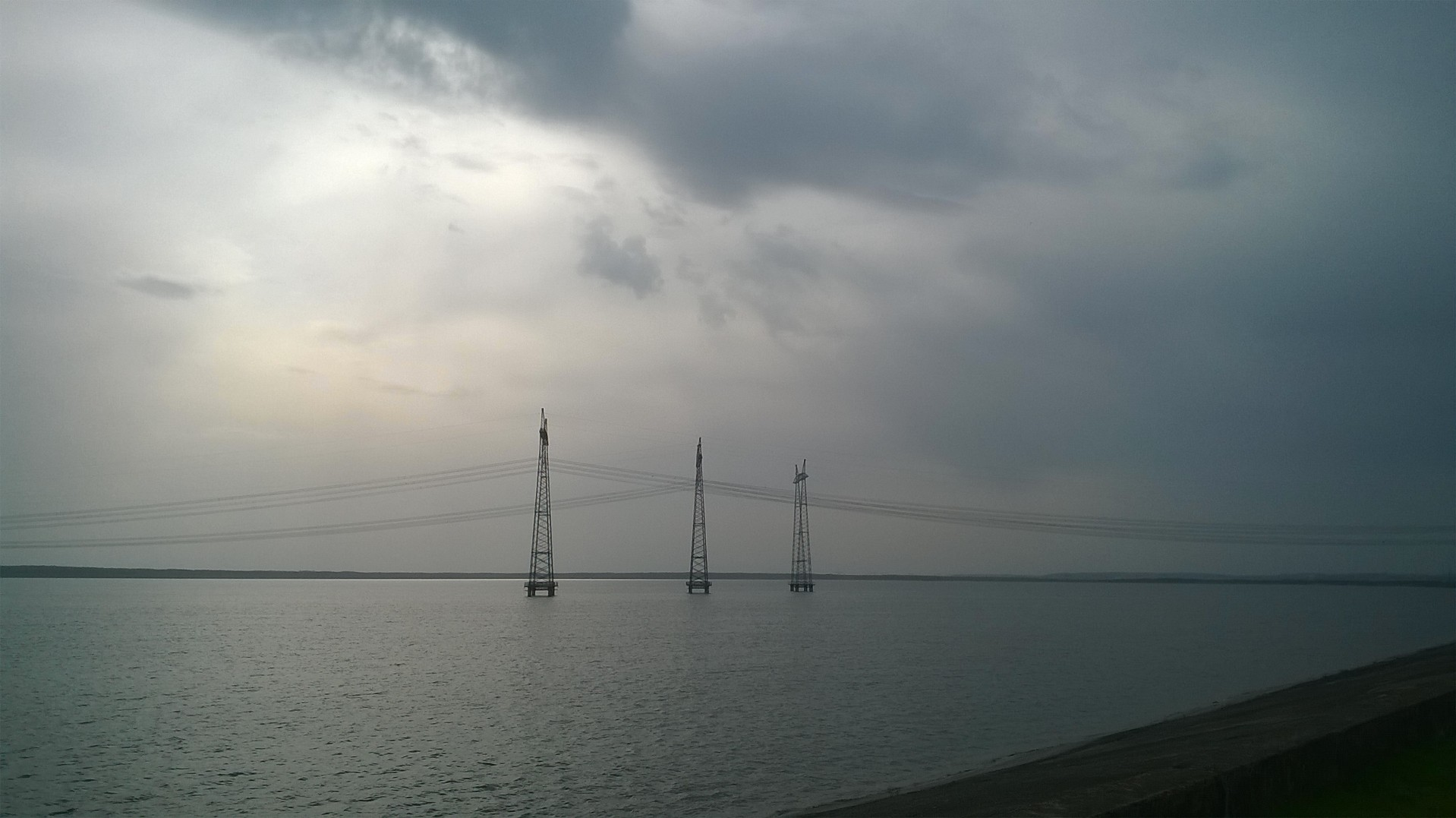
ЛЭП 750 кВ на водохранилище

Территориально расположено в границах Изяславского района Хмельницкой области около границы с Ровенской областью. Прилегает к городу Нетишин Хмельницкой области и городу Острог Ровенской области.

## Общая характеристика
Площадь водоема составляет примерно 20—22 км². Длина береговой линии составляет 23,4 км, объём воды — 120 млн кубометров.
Дно неоднородно: песчаное, глинистое, местами илистое. На дне есть старое русло реки. Также присутствуют затопленные деревья (ближе к реке Гнилой Рог) Со стороны ХАЭС глубина достигает 20 метров. У реки (южная часть водоема) глубина составляет 1,5 метра и постепенно переходит на мель.
Растительность водоема: присутствуют камыш и осока. 1/3 периметра водохранилища занимает бетонная дамба, соответственно растительности там нет.
Официально зарегистрировано 23 вида рыб, среди которых лещ, плотва, карась, окунь, судак, щука, сазан, бычок, густера, краснопёрка, линь, белый толстолобик, сом. Также обитает значительная популяция раков. Производилось зарыбление водохранилища мальками дальневосточного чёрного амура с целью сокращение численности моллюсков дрейссен.
Уровень составляет около 201,6 м над уровнем моря. Основное поступление воды происходит за счёт стока реки Гнилой Рог. Также на водохранилище построен специальный перелив в реку Вилию, через который вода может переливаться, когда её слишком много. Из-за подогрева воды на ХАЭС водоём не замерзает зимой и является благоприятным местом для зимовки птиц.

## Рыболовство
На водохранилище могут ловить рыболовы любители. Ловить рыбу разрешено только с части дамбы, с берега со стороны леса, возле старого рыбхоза и в районе устья реки Гнилой Рог. Можно ловить рыбу и с лодки, но при обязательном наличии спасательных жилетов.